# 邱金凯
邱金凯（1946年—2025年5月21日），河北南皮人，中国人民解放军将领、中国人民解放军中将。 
1989年六四事件时任陆军第28集团军参谋长。六四后调任贵州省军区参谋长。 
2000年12月，奉调任北京军区装备部部长。2006年，授予中国人民解放军中将，曾任北京军区副司令员兼北京卫戍区司令员。